# Cholerik
Cholerik je jeden ze čtyř druhů temperamentu podle Hippokratovy typologie temperamentu, labilní extrovert. Tělní tekutina, která ho ovlivňuje, je (žlutá) žluč (řecky cholé). Je nedůtklivý, neklidný, vznětlivý, mimický, impulzivní, vášnivý, hluboce prožívá své citové zážitky, stálý a spolehlivý ve svých názorech a životních hodnotách. Své postoje a životní hodnoty v podstatě nemění. Prožívá hluboce a rychle. Jeho pohyby jsou impulsivní a mají krátké trvání. K věcem, které jednou vyřeší, se již více nevrací. Z hlediska neurovědy u cholerika probíhá silný vzruch a slabý útlum. Pro chování cholerika je typický vzestup emocionálního stavu a naopak, citové nezdary, stavy deprese, tj. cyklus emočních stavů. Jeho vztah k ostatním lidem se také může protichůdně měnit v závislosti na duševním a emocionálním stavu: při emočním vzepětí se projevuje víra v jiného jedince, touha mu pomáhat, stát se přítelem, bratrem, při útlumu zase dominuje podezřívavost, nedůvěra, uzavřenost, nemluvnost. Ve stavu emocionálního zdvihu je jejich výkonnost vysoká, projevují mimořádnou iniciativu a tvůrčí potenciál. 

Čtyři temperamenty (flegmatik, cholerik, sangvinik, melancholik)

## Zápory
Cholerik je náchylný k proměnám nálady, je vznětlivý, netrpělivý, náchylný k emočním výbuchům. Občas bývá agresivní. Jeho reakce se okolí mohou zdát přehnané, ale cholerik se rozčílí a za pár okamžiků je ochoten se normálně bavit a znovu o problému jednat, což ostatní povahy mnohdy mate. Stejně jako sangvinik, i cholerik se vyznačuje vysokou citlivostí k vnějším vlivům. Je pro něj charakteristická vysoká stálost v usilování, zájmech i vytrvalosti. V tomto ohledu cholerik velmi obtížně přepíná pozornost. Zástupci tohoto typu jsou velmi popudliví a nevyrovnaní. Neumí vysadit z pracovního tempa a nutí k němu i své okolí. K ostatním lidem si udržuje odstup a netoleruje lidi, kteří nevyužívají naplno své schopnosti. Je netrpělivý a netolerantní ke slabostem a kvůli tomu špatně vychází zejména s nerozhodnými a pomalejšími lidmi. Bývá často nedočkavý. Vzhledem k tomu, že vztah k lidem a chování cholerika jsou extrémně proměnlivé a nezřídka diametrálně odlišné, je přizpůsobovat se takové osobě a navyknout si na ni značně obtížné.
Ve vztahu k sobě samému je u cholerika pozorována nestabilita, spojená s prožíváním emočního stavu. Při vzepětí emocionálního stavu je jeho sebevědomí adekvátní nebo spíše podhodnocené. Objevuje se přílišná sebekritika, touha trpět a stěžovat si.

## Klady
Cholerik je dynamická osobnost, která dosahuje svých cílů. Velice práceschopný. Je mu připisována vysoká míra duševní činnosti, ostrostí a vitalitou projevu. Má velkou hloubku citových zážitků spojené s jeho živostí. Vyznačuje se výraznou mimikou a citově zabarvené řeči. Stejně jako sangvinik je vstřícný a optimistický. Je rozený vůdce, má rád, když stojí v čele a vede lidi k lepšímu chování. Má rozhodnost a silnou vůli, problémy řeší rychle, především, když je pod tlakem. Své cíle staví na první místo, avšak také mu velice záleží na tom, jak ho vnímá okolí. Je skvělý a cílevědomý organizátor. Má schopnost dokončovat větší díl práce než kdokoliv jiný. Choleriku se nedoporučuje monotónní, opakující se typ práce, vyžadující trpělivost a vytrvalost. Naopak práci, která vyžaduje samostatné hledání nebo změny okolnosti, podmínek a nástrojů, je schopen vykonávat efektivněji. Rád překonává překážky, miluje boj a také konkurenci. Projevuje se nadměrným spěchem, nedoposlechnutím vysvětlení, pokládáním otázek, snahou pochytit všechno "on the fly", za pochodu. 